# 마이크 엡스
마이크 엡스(Mike Epps, 1970년 11월 18일 ~ )는 미국의 배우이다.

## 출연 작품
- 레지던트 이블2
- 레지던트 이블3
- 복수자 - 로이 그론 역
- 점핑 더 브룸 - 윌리 얼 역
- 35 앤 티킹 - 해롤드 역
- 스파클 - 사틴 역
- 퍼니 비즈니스: 어 블랙 코미디
- 행오버3 - 블랙 덩 역
- 더 하우스 넥스트 도어 - 칼 블랙 역
- 내 이름은 돌러마이트 - 지미 린치 역
- 마담 웹 - 오닐 역